# 企業杯競走
企業杯競走（きぎょうはいきょうそう）とは、競艇のGIII競走の1つである。

## 概要
企業がスポンサーとなり、冠をつけたGIII競走。各競艇場で年1回行われる。出場するレーサーは、A級レーサーが5割程度を占める。女子レーサーはヴィーナスシリーズおよびオールレディース戦に斡旋されるケースが多いため、ほとんど出場しない。
過去にはヴィーナスシリーズで「Yes!高須クリニック杯」（江戸川、2020年11月）のような企業名を冠した競走が行われた例もあるが、競走格付けが一般のため企業杯には含めないことが多い。

## 各地の企業杯一覧
- 桐生：サッポロビールカップ
- 戸田：固定されてない
- 江戸川：アサヒビールカップ
- 平和島：キリンカップ
- 多摩川：サントリーカップ
- 浜名湖：SUZUKIスピードカップ・中日カップ
- 蒲郡：KIRIN CUP・中日カップ・名鉄バス杯・愛知バス杯
- 常滑：INAX杯とこなめ大賞・中日カップ
- 津：マキシーカップ（三重交通）
- 三国：スズキ・カープラザカップ
- びわこ：つるやパン提供みんな大好き!サラダパン賞
- 住之江：アサヒビールカップ
- 尼崎：サッポロビールカップ
- 鳴門：オロナミンCカップ
- 丸亀：琴参バスカップ
- 児島：シモデンカップ
- 宮島：サッポロビール杯
- 徳山：サッポロビールカップ
- 下関：長府製作所杯
- 若松：シャボン玉石けん杯
- 芦屋：アサヒビールカップ
- 福岡：福岡ソフトバンクホークス杯
- 唐津：酒の聚楽太閤杯
- 大村：アサヒビールカップ